# Cincinnati Open 2009 - Qualificazioni singolare femminile
Le qualificazioni del singolare femminile del Cincinnati Open 2009 sono state un torneo di tennis preliminare per accedere alla fase finale della manifestazione. I vincitori dell'ultimo turno sono entrati di diritto nel tabellone principale. In caso di ritiro di uno o più giocatori aventi diritto a questi sono subentrati i lucky loser, ossia i giocatori che hanno perso nell'ultimo turno ma che avevano una classifica più alta rispetto agli altri partecipanti che avevano comunque perso nel turno finale.
Le qualificazioni del torneo prevedevano 32 partecipanti di cui 8 sono entrati nel tabellone principale.

## Teste di serie
1. Anastasija Pavljučenkova (ultimo turno)
2. Jaroslava Švedova (Qualificata)
3. Yanina Wickmayer (Qualificata)
4. Tathiana Garbin (ultimo turno)
5. Jarmila Groth (primo turno)
6. Ol'ga Govorcova (Qualificata)
7. Julie Coin (primo turno)
8. Ayumi Morita (Qualificata)

1. Shahar Peer (ultimo turno)
2. Kateryna Bondarenko (Qualificata)
3. Shenay Perry (primo turno)
4. Melanie Oudin (Qualificata)
5. Urszula Radwańska (Qualificata)
6. Alla Kudrjavceva (primo turno)
7. Tatjana Maria (Qualificata)
8. Jill Craybas (primo turno)

## Qualificati
1. Tatjana Maria
2. Jaroslava Švedova
3. Yanina Wickmayer
4. Kateryna Bondarenko

1. Melanie Oudin
2. Ol'ga Govorcova
3. Urszula Radwańska
4. Ayumi Morita

## Tabellone

### Legenda
| - Q = Qualificato - WC = Wild card - LL = Lucky loser | - ALT = Alternate - SE = Special Exempt - PR = Protected Ranking | - w/o = Walkover - r = Ritirato - d = Squalificato |

### Sezione 1
|  | Primo turno | Primo turno              | Primo turno              | Primo turno | Primo turno |  |  | Ultimo turno | Ultimo turno             | Ultimo turno             | Ultimo turno | Ultimo turno |  |
|  |             |                          |                          |             |             |  |  |              |                          |                          |              |              |  |
|  | 1           | Anastasija Pavljučenkova | Anastasija Pavljučenkova | 6           | 6           |  |  |              |                          |                          |              |              |  |
|  |             | Camille Pin              | Camille Pin              | 0           | 3           |  |  | 1            | Anastasija Pavljučenkova | Anastasija Pavljučenkova | 1            | 2            |  |
|  | 15          | Tatjana Maria            | 6                        | 4           | 6           |  |  | 15           | Tatjana Maria            | Tatjana Maria            | 6            | 6            |  |
|  |             | Julie Ditty              | 4                        | 6           | 2           |  |  |              |                          |                          |              |              |  |

### Sezione 2
|  | Primo turno | Primo turno               | Primo turno               | Primo turno | Primo turno |  |  | Ultimo turno | Ultimo turno      | Ultimo turno      | Ultimo turno      | Ultimo turno |  |
|  |             |                           |                           |             |             |  |  |              |                   |                   |                   |              |  |
|  | 2           | Jaroslava Švedova         | Jaroslava Švedova         | 6           | 6           |  |  |              |                   |                   |                   |              |  |
|  |             | Michelle Larcher De Brito | Michelle Larcher De Brito | 4           | 2           |  |  | 2            | Jaroslava Švedova | Jaroslava Švedova | Jaroslava Švedova | 5            |  |
|  |             | Shenay Perry              | Shenay Perry              | 7           | 6           |  |  |              | Shenay Perry      | Shenay Perry      | Shenay Perry      | 0r           |  |
|  | 11          | Petra Kvitová             | Petra Kvitová             | 64          | 4           |  |  |              |                   |                   |                   |              |  |

### Sezione 3
|  | Primo turno | Primo turno          | Primo turno        | Primo turno | Primo turno |  |  | Ultimo turno | Ultimo turno     | Ultimo turno     | Ultimo turno | Ultimo turno |  |
|  |             |                      |                    |             |             |  |  |              |                  |                  |              |              |  |
|  | 3           | Yanina Wickmayer     | 3                  | 7           | 6           |  |  |              |                  |                  |              |              |  |
|  |             | Anastasija Rodionova | 6                  | 5           | 4           |  |  | 3            | Yanina Wickmayer | Yanina Wickmayer | 6            | 6            |  |
|  |             | Alla Kudrjavceva     | Alla Kudrjavceva   | 6           | 6           |  |  |              | Alla Kudrjavceva | Alla Kudrjavceva | 2            | 4            |  |
|  | 14          | Alexandra Dulgheru   | Alexandra Dulgheru | 4           | 3           |  |  |              |                  |                  |              |              |  |

### Sezione 4
|  | Primo turno | Primo turno           | Primo turno           | Primo turno        | Primo turno |  |  | Ultimo turno | Ultimo turno        | Ultimo turno        | Ultimo turno | Ultimo turno |  |
|  |             |                       |                       |                    |             |  |  |              |                     |                     |              |              |  |
|  | 4           | Tathiana Garbin       | Tathiana Garbin       | Tathiana Garbin    | 0           |  |  |              |                     |                     |              |              |  |
|  |             | Michaëlla Krajicek    | Michaëlla Krajicek    | Michaëlla Krajicek | 1r          |  |  | 4            | Tathiana Garbin     | Tathiana Garbin     | 1            | 0            |  |
|  | 10          | Kateryna Bondarenko   | Kateryna Bondarenko   | 6                  | 6           |  |  | 10           | Kateryna Bondarenko | Kateryna Bondarenko | 6            | 6            |  |
|  |             | Bethanie Mattek-Sands | Bethanie Mattek-Sands | 2                  | 4           |  |  |              |                     |                     |              |              |  |

### Sezione 5
|  | Primo turno | Primo turno       | Primo turno       | Primo turno | Primo turno |  |  | Ultimo turno | Ultimo turno      | Ultimo turno      | Ultimo turno | Ultimo turno |  |
|  |             |                   |                   |             |             |  |  |              |                   |                   |              |              |  |
|  |             | Varvara Lepchenko | Varvara Lepchenko | 6           | 6           |  |  |              |                   |                   |              |              |  |
|  | 5           | Jarmila Groth     | Jarmila Groth     | 1           | 2           |  |  |              | Varvara Lepchenko | Varvara Lepchenko | 5            | 2            |  |
|  | 12          | Melanie Oudin     | Melanie Oudin     | 6           | 6           |  |  | 12           | Melanie Oudin     | Melanie Oudin     | 7            | 6            |  |
|  |             | Carly Gullickson  | Carly Gullickson  | 4           | 1           |  |  |              |                   |                   |              |              |  |

### Sezione 6
|  | Primo turno | Primo turno            | Primo turno            | Primo turno | Primo turno |  |  | Ultimo turno | Ultimo turno    | Ultimo turno    | Ultimo turno | Ultimo turno |  |
|  |             |                        |                        |             |             |  |  |              |                 |                 |              |              |  |
|  | 6           | Ol'ga Govorcova        | Ol'ga Govorcova        | 6           | 6           |  |  |              |                 |                 |              |              |  |
|  |             | Nuria Llagostera Vives | Nuria Llagostera Vives | 3           | 4           |  |  | 6            | Ol'ga Govorcova | Ol'ga Govorcova | 6            | 6            |  |
|  | 9           | Shahar Peer            | Shahar Peer            | 6           | 6           |  |  | 9            | Shahar Peer     | Shahar Peer     | 3            | 2            |  |
|  |             | Akgul Amanmuradova     | Akgul Amanmuradova     | 2           | 4           |  |  |              |                 |                 |              |              |  |

### Sezione 7
|  | Primo turno | Primo turno       | Primo turno       | Primo turno | Primo turno |  |  | Ultimo turno | Ultimo turno      | Ultimo turno      | Ultimo turno | Ultimo turno |  |
|  |             |                   |                   |             |             |  |  |              |                   |                   |              |              |  |
|  |             | Galina Voskoboeva | 6                 | 3           | 6           |  |  |              |                   |                   |              |              |  |
|  | 7           | Julie Coin        | 3                 | 6           | 3           |  |  |              | Galina Voskoboeva | Galina Voskoboeva | 1            | 1            |  |
|  | 13          | Urszula Radwańska | Urszula Radwańska | 7           | 6           |  |  | 13           | Urszula Radwańska | Urszula Radwańska | 6            | 6            |  |
|  |             | Abigail Spears    | Abigail Spears    | 63          | 2           |  |  |              |                   |                   |              |              |  |

### Sezione 8
|  | Primo turno | Primo turno        | Primo turno        | Primo turno | Primo turno |  |  | Ultimo turno | Ultimo turno | Ultimo turno | Ultimo turno | Ultimo turno |  |
|  |             |                    |                    |             |             |  |  |              |              |              |              |              |  |
|  | 8           | Ayumi Morita       | Ayumi Morita       | 7           | 6           |  |  |              |              |              |              |              |  |
|  |             | Elena Baltacha     | Elena Baltacha     | 5           | 2           |  |  | 8            | Ayumi Morita | Ayumi Morita | 6            | 7            |  |
|  |             | Jill Craybas       | Jill Craybas       | 6           | 6           |  |  |              | Jill Craybas | Jill Craybas | 4            | 6            |  |
|  | 16          | Viktorija Kutuzova | Viktorija Kutuzova | 3           | 0           |  |  |              |              |              |              |              |  |